# The Heirs
The Heirs (en hangul, 상속자들; en hanja, 상속者들; romanización revisada, Sangsokjadeul) también conocida en español como Herederos, es una serie de televisión surcoreana transmitida por Seoul Broadcasting System desde el 9 de octubre hasta el 12 de diciembre de 2013. La trama se centra en un joven heredero que conoce el amor en una joven que es hija de la ama de llaves de su casa. Con ella deberá luchar con determinación para acabar con las diferencias que los separan socialmente.
Es protagonizada lo largo de 20 episodios por Lee Min-ho que toma el papel de Kim Tan, el heredero del Jekook Group que se enamora de Park Shin-hye que en la serie ocupa el papel de Cha Eun-sang; además de las participaciones antagónicas de Kim Woo-bin y  Kim Ji-won . Fue creada por Kim Eun-sook, quien anteriormente estuvo tras Jardín secreto (2010) y Como aman los hombres (2012).

## Argumento
Cha Eun-sang es una joven de escasos recursos que vive en Seúl, Corea. Su única familia es su madre, una mujer muda que trabaja como criada en el hogar de una prestigiosa familia y su hermana mayor, quien se encuentra radicada en Estados Unidos. Con la repentina noticia del matrimonio de su hermana, Eun-sang viaja a Norteamérica para asistir a la boda. Sin embargo, al llegar descubre que la boda de su hermana es una farsa para obtener como regalo de boda los ahorros de su madre. Es así como Eun-sang queda a la deriva en un país totalmente desconocido, sin dinero o un lugar al cual ir.
Kim Tan es el joven heredero del Grupo Jekook, quien por voluntad de su familia vive en California. A pesar de contar con el apoyo económico de su padre, Tan anhela regresar a Corea y reencontrarse con su madre y con Won, su hermano mayor. Al ver el mal estado de Eun-sang, le ofrece ayuda y alojo en su casa, e inevitablemente empieza a sentirse atraído por ella. No obstante, Rachel Yoo, la prometida de Tan, viaja a Estados Unidos y destruye cualquier esperanza de relación entre ellos. Es entonces cuando Chan-young, el mejor amigo de Eun-sang, la rescata y la ayuda a regresar a Corea.
La situación económica empeora y Eun-sang se ve en el aprieto de trabajar como criada en el hogar en el que trabaja su madre, recibe como pago hospedaje en la mansión y una beca en la secundaria Jekook, una de las instituciones más prestigiosas de Seúl. En su primer día de clase, Eun-sang queda en medio de una disputa entre Choi Young-do, el estudiante más temido de la secundaria y Tan, quien ha regresado a Corea en busca de Eun-sang. En ese instante se convierte en el nuevo objetivo de Young-do, conocido por hacerle la vida imposible a los becados.
Eun-sang descubre que Tan es el hijo de la familia para la que trabaja y se siente sumamente avergonzada, así que decide ignorar los sentimientos hacia él. Pero los constantes ataques de Young-do y Rachel convierten a Tan en su protector. Es así como el padre de Tan repara en la relación de su hijo y trata de impedir a toda costa que estén juntos, de la misma manera en la que arruinó la felicidad de su hijo mayor. Pero ahora Young-do se ha rendido ante la dulzura de Eun-sang y decide protegerla, a pesar de su enemistad con Tan y de no ser correspondido por ella.

## Reparto

### Personajes principales
- Lee Min-ho como Kim Tan.
  - Jung Chan-woo como Tan (joven).
  - Jeon Jin-seo como Tan (de pequeño).
- Park Shin-hye como Cha Eun-sang.[3]
- Kim Woo-bin como Choi Young-do

### Personajes secundarios
Escuela secundaria Jekook
- Kim Ji-won como Rachel Yoo.
- Kang Min-hyuk como Yoon Chan-young.
- Krystal Jung como Lee Bo-na.
- Choi Jin-hyuk como Kim Won.
- Kang Ha-neul como Lee Hyo-shin.
- Park Hyung-shik como Cho Myung-soo.
- Cho Yoon-woo como Moon Joon-young.

Grupo Jekook
- Jung Dong-hwan como Kim Nam-yoon.
- Park Joon-geum como Jung Ji-sook.[4]
- Kim Sung-ryung como Han Ki-ae.
- Choi Jin-ho como Choi Dong-wook.
- Im Joo-eun como Jeon Hyun-joo.
- Wang Ji-won como Yang Da-kyung.
- Choi Won-young como Yoon Jae-ho.
- Yoon Son-ha como Esther Lee.
- Kim Mi-kyung como Park Hee-nam.
- Hwang Young-hee como una profesora.
- Kim Seung-wook como Jung Ji-hoon.
- Seo Jin-wook como Park Joon-moo.
- Baek Seung-hyun como la secretaria Jung.

### Otros personajes
- Jeon Soo-jin como Kang Ye-sol.
- Choi Jin-ho como Choi Dong-wook.
- Choi Ji-na como Yoo Kyung-ran.
- Seo Yi-sook como la madre de Hyo-shin.
- Choi Eun-kyung como una administradora.
- Ra Mi-ran.
- Lee Yeon-kyung como la madre Bo-na
- Lee Chang-yeop como un hombre en una cita.
- So Hee-jung como Kim Young-joo.

Invitados
- Yoon Jin-seo como Cha Eun--seok' (ep. 1).
- Kim Hee-cheol (ep. 4).
- BTOB.
- VIXX.
- Kang Kyung-heon.
- Jung Won-joong como Lee Chang-hyuk.
- Jung Joo-hee.
- Park Young-ji como el presidente Yang.
- Lee Hyun-jin el hermano mayor de Bo-na.

## Producción

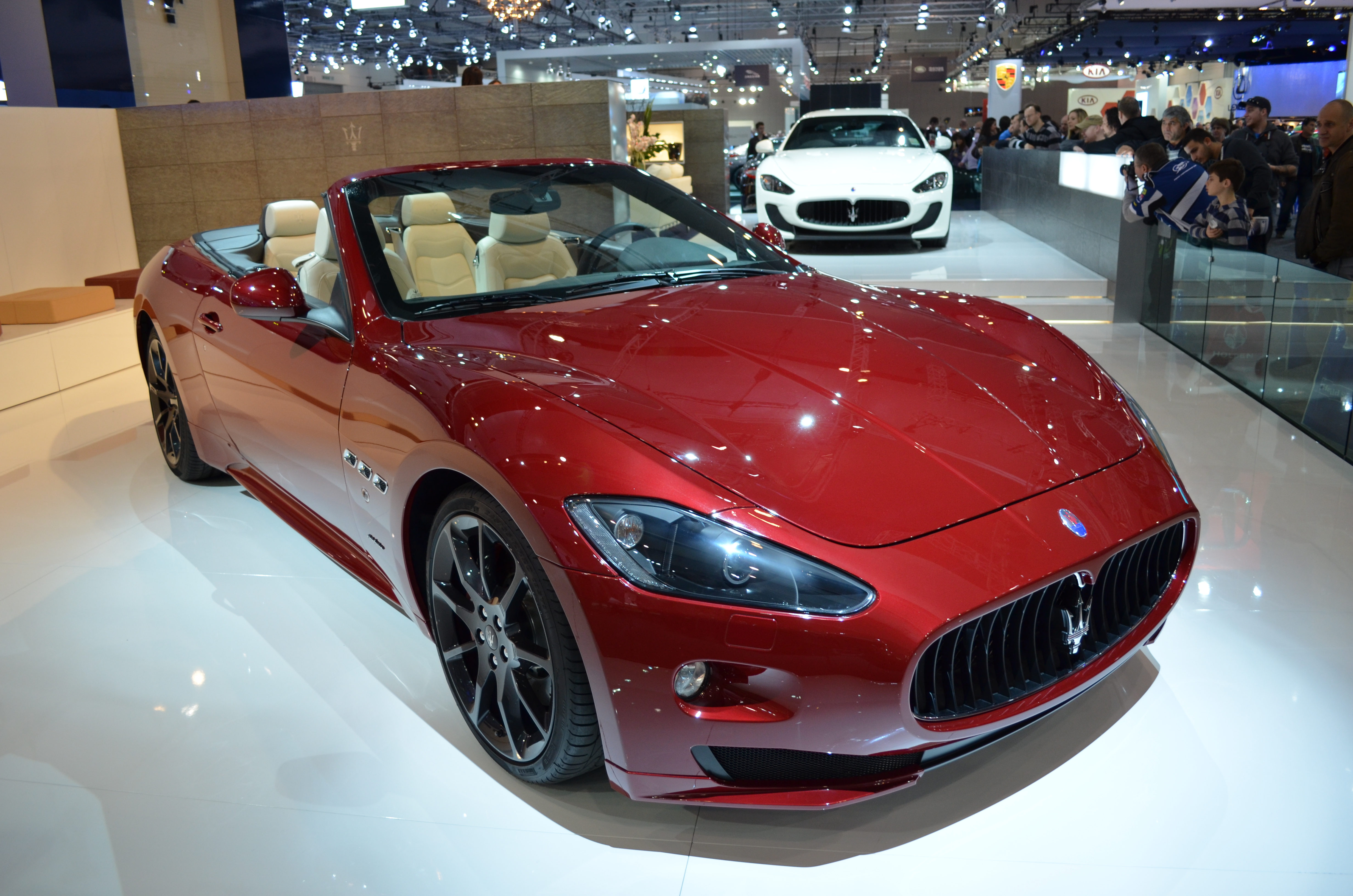
Automóvil Maserati GranCabrio utilizado por Kim Tan (Lee Min Ho), en la serie.

Fue grabada en Seúl principalmente, pero también los primeros capítulos transcurren en Los Ángeles y Malibu, California. La cafetería donde trabaja Eun Sang, es el Mango Six Dessert Cafe, ubicado cerca de la estación Seolleung de la línea 1 del metro en Seúl, mientras que el hotel que maneja Young Do, es el Sheraton Grande Walkerhill ubicado en Walkerhill, Gwangjin-gu. El automóvil usado por Kim Tan corresponde al modelo Maserati GranCabrio. Lee Min Ho tuvo que practicar inglés intensivamente para lograr hablar más fluido, debido a que su personaje en un principio vive en Estados Unidos.

## Recepción

### Audiencia
En azul la audiencia más baja y en rojo la más alta, correspondientes a las empresas medidoras TNms y AGB Nielsen.
| Ep. #    | Fecha de estreno        | Cuota de pantalla | Cuota de pantalla | Cuota de pantalla | Cuota de pantalla |
| Ep. #    | Fecha de estreno        | TNmS Índices      | TNmS Índices      | AGB Nielsen       | AGB Nielsen       |
| Ep. #    | Fecha de estreno        | Nacional          | Seúl              | Nacional          | Seúl              |
| -------- | ----------------------- | ----------------- | ----------------- | ----------------- | ----------------- |
| 1        | 9 de octubre de 2013    | 9.9 %             | 12.0 %            | 11.6 %            | 13.1 %            |
| 2        | 10 de octubre de 2013   | 11.2 %            | 13.4 %            | 10.5 %            | 11.8 %            |
| 3        | 16 de octubre de 2013   | 10.9 %            | 13.9 %            | 10.6 %            | 11.8 %            |
| 4        | 17 de octubre de 2013   | 12.4 %            | 15.2 %            | 11.5 %            | 12.7 %            |
| 5        | 23 de octubre de 2013   | 12.2 %            | 15.6 %            | 11.4 %            | 12.8 %            |
| 6        | 24 de octubre de 2013   | 13.9 %            | 17.9 %            | 13.5 %            | 14.8 %            |
| 7        | 30 de octubre de 2013   | 12.9 %            | 16.2 %            | 13.1 %            | 13.1 %            |
| 8        | 31 de octubre de 2013   | 14.1 %            | 17.6 %            | 13.1 %            | 14.1 %            |
| 9        | 6 de noviembre de 2013  | 13.3 %            | 16.6 %            | 13.4 %            | 15.3 %            |
| 10       | 7 de noviembre de 2013  | 14.3 %            | 17.9 %            | 15.3 %            | 17.2 %            |
| 11       | 13 de noviembre de 2013 | 13.9 %            | 17.1 %            | 15.4 %            | 16.8 %            |
| 12       | 14 de noviembre de 2013 | 14.0 %            | 17.8 %            | 15.9 %            | 17.5 %            |
| 13       | 20 de noviembre de 2013 | 18.2 %            | 22.1 %            | 20.6 %            | 22.7 %            |
| 14       | 21 de noviembre de 2013 | 19.4 %            | 23.4 %            | 22.1 %            | 24.6 %            |
| 15       | 27 de noviembre de 2013 | 18.2 %            | 22.7 %            | 19.8 %            | 21.0 %            |
| 16       | 28 de noviembre de 2013 | 20.2 %            | 23.8 %            | 21.1 %            | 23.2 %            |
| 17       | 4 de diciembre de 2013  | 21.4 %            | 27.6 %            | 21.4 %            | 23.4 %            |
| 18       | 5 de diciembre de 2013  | 21.8 %            | 27.3 %            | 23.9 %            | 26.5 %            |
| 19       | 11 de diciembre de 2013 | 22.5 %            | 28.5 %            | 24.3 %            | 27.0 %            |
| 20       | 12 de diciembre de 2013 | 23.5 %            | 27.9 %            | 25.6 %            | 28.6 %            |
| Promedio | Promedio                | 15.9 %            | 19.7 %            | 16.7 %            | 18.4 %            |

### Premios y nominaciones
| Año  | Premio                     | Categoría                                                 | Nominado                   | Resultado |
| ---- | -------------------------- | --------------------------------------------------------- | -------------------------- | --------- |
| 2013 | Anhui TV Drama Awards      | Actriz extranjera más popular                             | Park Shin Hye              | Ganadora  |
| 2013 | Anhui TV Drama Awards      | Actor extranjero más popular                              | Kim Woo Bin                | Ganador   |
| 2013 | Baidu Fei Dian Awards      | Mejor actor asiático                                      | Lee Min Ho                 | Ganador   |
| 2013 | SBS Drama Awards           | Premio a la excelencia, actor en un drama                 | Lee Min Ho                 | Ganador   |
| 2013 | SBS Drama Awards           | Premio a la excelencia, actor en un drama especial        | Park Shin Hye              | Ganadora  |
| 2013 | SBS Drama Awards           | Premio especial de actuación, actriz en un drama especial | Kim Sung Ryung             | Ganadora  |
| 2013 | SBS Drama Awards           | Top 10 Stars                                              | Lee Min Ho                 | Ganador   |
| 2013 | SBS Drama Awards           | Top 10 Stars                                              | Park Shin Hye              | Ganadora  |
| 2013 | SBS Drama Awards           | Top 10 Stars                                              | Kim Woo Bin                | Ganador   |
| 2013 | SBS Drama Awards           | Premio a la mejor pareja                                  | Lee Min Ho y Park Shin Hye | Ganadores |
| 2013 | SBS Drama Awards           | Premio a la popularidad                                   | Lee Min Ho                 | Ganador   |
| 2013 | SBS Drama Awards           | Premio a la popularidad                                   | Kim Woo Bin                | Nominado  |
| 2013 | SBS Drama Awards           | Premio a la popularidad                                   | Park Shin Hye              | Nominada  |
| 2013 | SBS Drama Awards           | Premio a la mejor pareja                                  | Choi Jin Hyuk              | Ganador   |
| 2013 | SBS Drama Awards           | Premio a la mejor pareja                                  | Kang Min Hyuk              | Ganador   |
| 2013 | SBS Drama Awards           | Premio a la mejor pareja                                  | Kim Ji Won                 | Ganador   |
| 2013 | SBS Drama Awards           | Mejor vestido                                             | Lee Min Ho                 | Ganador   |
| 2014 | 50th Baeksang Arts Awards  | Actor más popular (TV)                                    | Lee Min Ho                 | Nominado  |
| 2014 | 50th Baeksang Arts Awards  | Actor más popular (TV)                                    | Kim Woo Bin                | Nominado  |
| 2014 | 50th Baeksang Arts Awards  | Actor más popular (TV)                                    | Park Hyung Sik             | Nominado  |
| 2014 | 50th Baeksang Arts Awards  | Actriz más popular (TV)                                   | Park Shin Hye              | Ganadora  |
| 2014 | 50th Baeksang Arts Awards  | Mejor banda sonora                                        | «Moment» - Lee Changmin    | Nominado  |
| 2014 | 2nd Asia Rainbow TV Awards | Mejor drama moderno                                       | The Heirs                  | Ganadores |
| 2014 | 2nd Asia Rainbow TV Awards | Mejor actor principal                                     | Lee Min Ho                 | Nominado  |
| 2014 | 2nd Asia Rainbow TV Awards | Mejor actriz principal                                    | Park Shin Hye              | Ganadora  |
| 2014 | 2nd Asia Rainbow TV Awards | Mejor actor de reparto                                    | Kim Woo Bin                | Nominado  |
| 2014 | 2nd Asia Rainbow TV Awards | Mejor actriz de reparto                                   | Kim Ji Won                 | Nominada  |
| 2014 | 2nd Asia Rainbow TV Awards | Mejor director                                            | Kang Shin Hyo              | Ganador   |
| 2014 | 2nd Asia Rainbow TV Awards | Mejor guionista                                           | Kim Eun Sook               | Ganador   |
| 2014 | 2nd Asia Rainbow TV Awards | Mejor canción                                             | «Moment» - Lee Changmin    | Ganador   |

## Banda sonora
| The Heirs OST 1 |                                             |                                           |          |  |
| N.º             | Título                                      | Intérprete                                | Duración |  |
| 1.              | «말이야 (I'm Saying)»                       | Lee Hong Ki                               | 3:50     |  |
| 2.              | «Love Is...»                                | Park Jang Hyun & Park Hyun Kyu            | 3:40     |  |
| 3.              | «Moment»                                    | Lee Changmin (2AM)                        | 3:40     |  |
| 4.              | «사랑이라는 이름으로 (In the Name of Love)» | Ken (VIXX)                                | 3:22     |  |
| 5.              | «두 사람 (Two People) (Versión)»            | Park Jang Hyun (Bromance)                 | 4:29     |  |
| 6.              | «세렌디피티 (Serendipity)»                  | 2Young                                    | 3:37     |  |
| 7.              | «아랫입술 물고 (Biting My Lower Lip)»       | Esna                                      | 3:43     |  |
| 8.              | «Here For You»                              | 빅베이비드라이버 (Big Baby Driver)        | 3:40     |  |
| 9.              | «What We Used to Be»                        | 빅베이비드라이버 (Big Baby Driver)        | 3:27     |  |
| 10.             | «Some Other Day»                            | 빅베이비드라이버 (Big Baby Driver)        | 3:27     |  |
| 11.             | «I Will See You»                            | 트랜스 픽션 (Trans Fixion)                | 2:54     |  |
| 12.             | «말이야 (I'm Saying) - Instrumental»        | Lee Hong Gi                               | 3:50     |  |
| 13.             | «Love Is... - Instrumental»                 | Park Jang Hyun & Park Hyun Kyu (Bromance) | 3:40     |  |
| 14.             | «Moment - Instrumental»                     | Lee Changmin (2AM)                        | 4:03     |  |

| The Heirs OST 2 |                                              |                           |          |  |
| N.º             | Título                                       | Intérprete                | Duración |  |
| 1.              | «스토리 (Story)»                             | Park Shin Hye             | 4:35     |  |
| 2.              | «또 운다 (Crying Again)»                     | Moon Myung Jin            | 3:50     |  |
| 3.              | «마음으로만 (Only With My Heart)»            | Lena Park                 | 4:25     |  |
| 4.              | «돌아보지마 (Don't Look Back)»               | Choi Jin Hyuk             | 4:07     |  |
| 5.              | «아픈 사랑 (Painful Love)»                   | Lee Min Ho                | 3:56     |  |
| 6.              | «Love Is... - versión acústica»              | Park Hyun Kyu (Bromance)  | 3:10     |  |
| 7.              | «In the Name of Love»                        | Ken (VIXX)                | 3:22     |  |
| 8.              | «성장통 2 (Growing Pains 2)»                 | 차가운 체리 (Cold Cherry) | 3:52     |  |
| 9.              | «Heritor»                                    | Varios Artistas           | 2:04     |  |
| 10.             | «말이야 (I'm Saying) - versión en Piano»     | Varios Artistas           | 2:02     |  |
| 11.             | «Dream Catcher»                              | Varios Artistas           | 2:30     |  |
| 12.             | «Love Is... - versión cómic»                 | Varios Artistas           | 1:25     |  |
| 13.             | «Logical Love»                               | Varios Artistas           | 2:44     |  |
| 14.             | «Weight of the Crown»                        | Varios Artistas           | 3:08     |  |
| 15.             | «Aim at the Crown»                           | Varios Artistas           | 2:11     |  |
| 16.             | «별을 세는 아이»                             | Varios Artistas           | 2:12     |  |
| 17.             | «Portents of War»                            | Varios Artistas           | 1:58     |  |
| 18.             | «한여름 밤에 꿈 (Dream of One Summer Night)» | Varios Artistas           | 2:31     |  |

## Emisión internacional
- Armenia: 21TV (2017).
- Birmania: MRTV-4 (2014).
- China: Jiangsu TV (2015) y Shandong TV (2015).
- Emiratos Árabes Unidos: MBC 4 (2014).
- Estados Unidos: Skylink TV (2014).
- Filipinas: ABS-CBN (2014).
- Hong Kong: TVB J2, TVB Windows y CETV.
- India: Puthuyugam TV.
- Indonesia: RCTI (2014).
- Israel: Viva (2013).[13]
- Japón: KNTV (2014) y TV Asahi Ch. 2 (2017-2018).[14]
- Malasia: Sony One TV (2013) y 8TV (2015).
- Mongolia: Mongol TV.
- Rumanía: Euforia TV.
- Singapur: Channel U (2014-2015).
- Sri Lanka: Derana TV.
- Tailandia: Workpoint TV.
- Taiwán: CTV (2014), STAR (2014), Fox (2015).
- Vietnam: HTV3 (2014).
- Latinoamérica: Netflix (2019), HBO Max (2022).